# 天主教康康教區
天主教康康教區 （拉丁語：Dioecesis Kankanensis）是畿內亞一個羅馬天主教教區，屬科納克里總教區。

## 歷史
1949年5月12日設宗座監牧區，1993年11月17日升為教區。

## 現況
教區包括東北部九省，2006年有教友57,048人（佔轄區總人口3.1%）、二十個堂區、三十名司鐸。現任教區主教為 空的。